# Слаківська сільська рада
Сла́ківська сільська рада (рос. Слаковский сельский совет) — муніципальне утворення у складі Альшеєвського району Башкортостану, Росія. Адміністративний центр та єдиний населений пункт — село Слак.

## Населення
Населення — 806 осіб (2019, 956 в 2010, 1186 в 2002).